# Steven Universe
Steven Universe (bra: Steven Universo; prt: Steven Universe) é uma série de desenho animado norte-americana criada por Rebecca Sugar para o canal televisivo Cartoon Network. A série em questão trata da história do amadurecimento de um garoto, Steven, que mora com as Crystal Gems — seres intergalácticos mágicos chamados Garnet, Pérola e Ametista — na cidade fictícia de Beach City. Steven, que é metade Gem e metade humano, participa de diversas aventuras com seus amigos e ajuda as Crystal Gems a protegerem o mundo dos próprios seres humanos e de Gems corrompidas.
A animação estreou originalmente em 4 de novembro de 2013 no Cartoon Network nos Estados Unidos, em 7 de abril de 2014 no Brasil e em 1 de junho de 2014 em Portugal. A série contou com cinco temporadas e foi finalizada em 21 de janeiro de 2019 (EUA) e 16 de fevereiro de 2019 (Brasil). Um filme de televisão intitulado de Steven Universo: O Filme e um epílogo chamado de Steven Universe Future foram lançados meses após o seu término. Além disso, o programa de animação ficou popularmente conhecido por ser a primeira série de animação da Cartoon Network criada exclusivamente por uma mulher, embora Rebecca Sugar tenha se assumido uma pessoa não-binária posteriormente.
Os temas da série incluem amor, temáticas LGBT, preservação da natureza, magia, espaço, amadurecimento e família. A série deu origem a diversos livros, quadrinhos e jogos eletrônicos. Rebecca Sugar integrou também Hora de Aventura, outra animação popular da Cartoon Network. Além disso, Rebecca disse que o personagem principal, Steven, foi baseado no seu irmão mais novo.
A série desenvolveu uma imensa base de fãs e tem sido aclamada pela crítica por conta de seu design, música, elenco de vozes, caracterização, importância do gênero feminino, respeito ao público LGBT, construção de mundo de fantasia e ficção científica. A animação ganhou um GLAAD Media Award na categoria Programa Infantil e Familiar Excepcional em 2019, tornando-se a primeira série animada a ganhar o prêmio. Foi também nomeada para 5 prêmios Emmy e 5 Annie Awards.

## Sinopse
Steven Universo se passa na cidade fictícia de Beach City, Delmarva, onde as Crystal Gems vivem em um antigo templo à beira-mar e protegem a humanidade de monstros e diversos tipos de ameaças. As Gems são guerreiras alienígenas sem idade definida que se projetam em formas humanas e femininas de pedras preciosas mágicas no centro de seu ser. As Crystal Gems atualmente são Garnet, Ametista, Pérola e Steven - um jovem, meio humano, meio Gem que herdou sua pedra preciosa de sua mãe, a ex-líder das Crystal Gems, Rose Quartz. Enquanto Steven tenta entender seus poderes em expansão gradual, ele passa seus dias acompanhando as Gems em suas missões, bem como interagindo com seu pai Greg, sua melhor amiga Connie, seu leão mágico de estimação e os outros moradores de Beach City. Ele explora as habilidades herdadas de sua mãe, que incluem fusão - a capacidade das Gems de fundir seus corpos e habilidades para formar personalidades novas e mais poderosas.

## Desenvolvimento
Em 2011, depois que o ex-vice-presidente de animação de comédia do Cartoon Network, Curtis Lelash, pediu à equipe ideias para uma nova série, Rebecca Sugar - uma artista que trabalhava para a série Hora de Aventura, também do canal - descreveu suas ideias iniciais para o que se tornaria Steven Universe, e o projeto foi escolhido para desenvolvimento. Enquanto desenvolvia seu programa, Rebecca continuou trabalhando em Hora de Aventura.  A série evoluiu de um conto escrito por ela intitulado "Ballad of Margo and Dread", sobre uma criança sensível ajudando adolescentes com problemas que eles não conseguem verbalizar. Em uma entrevista ao New York Times, Rebecca discutiu o desenvolvimento do histórico do protagonista do programa, dizendo que queria basear o ponto de vista do personagem no crescimento de seu irmão "onde você se sente tão confortável em sua vida porque recebe toda a atenção, mas também quer se levantar e não ser o irmão mais novo.
Os executivos do Cartoon Network encomendaram o programa após a apresentação de arte da equipe, e Rebecca se tornou a primeira pessoa não-binária a criar um programa de forma independente para a rede. Antes de se assumir como não-binária, ela foi descrita como a primeira mulher a fazê-lo. Antes que uma equipe de produção fosse nomeada, ela tentou alterar elementos do enredo do programa e desenvolveu a identidade do personagem para que sua equipe tivesse a liberdade que ela teve quando trabalhou para Hora de Aventura. Quando o programa foi encomendado, ela pediu demissão de Hora de Aventura para se concentrar em sua própria série.

### Conceito e criação
De acordo com Rebecca Sugar, a produção de Steven Universo começou enquanto trabalhava com outros escritores de Hora de Aventura. O seu último episódio para a série foi "Simon & Marcy", chegando ao ponto de perceber "se tornou impossível de realizar mais episódios". Ela encontraria essa dificuldade apenas durante a produção do episódio.
O personagem principal, Steven, é levemente baseado no irmão mais novo da criadora Rebecca Sugar, Steven Sugar, que é um dos artistas da série. Enquanto crescia, Rebecca Sugar colaborava com seu irmão e amigos criando histórias em quadrinhos. Numa entrevista com o jornal The New York Times, ela comentou sobre o desenvolvimento do protagonista do desenho, expressando sua vontade de desenvolver o personagem do ponto de vista do seu irmão criança "quando você vive despreocupado e tem toda a atenção do mundo, mas ao mesmo tempo você tem que crescer e provar que não é mais uma criança".

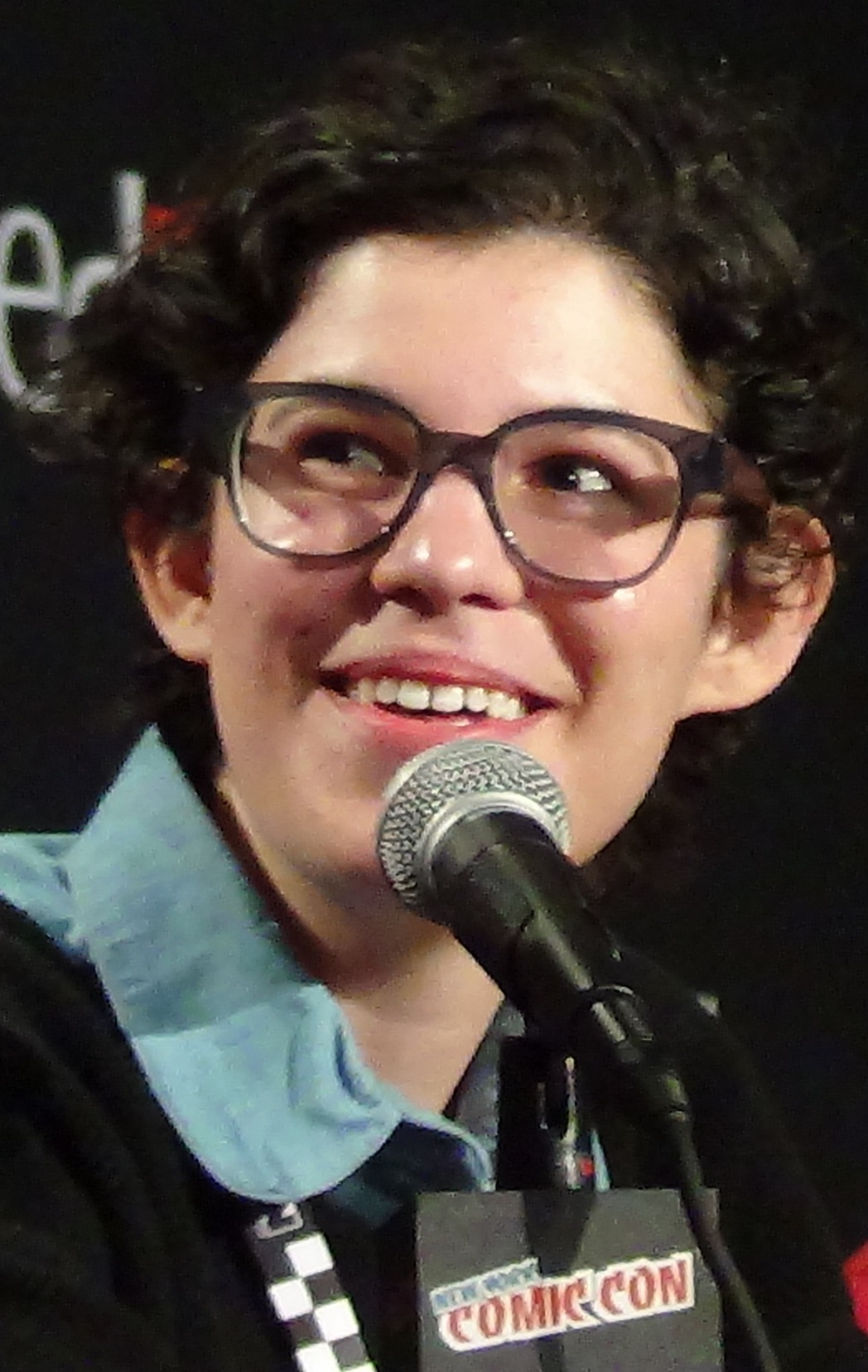
Rebecca Sugar, criadora de Steven Universe

Os personagens Lars e Sadie foram originalmente criados por Sugar nos seus tempos de escola. Segundo ela, as "Gems são uma versão de mim... neuróticas, preguiçosas, decisivas". A presença não usual de personagens femininas numa série sobre um garoto - todos os personagens principais exceto Steven e Greg são mulheres - é intencional, de acordo com Sugar. Ela teve a intenção de "quebrar estereótipos de gênero nos desenhos infantis", pois considerava absurdo que desenhos voltados para meninos fossem fundamentalmente diferentes dos para as meninas.
Sugar disse que a criação de vários elementos da série foram inspirados por Future Boy Conan e Sailor Moon, e também por Os Simpsons.

### Músicas
As músicas e as cenas musicais da série são produzidos por Rebecca, com a participação dos seus escritores que são responsáveis pelas letras. Nem todos os episódios incluem músicas porque, de acordo com Rebecca, estas só são incluídas "quando for necessário". A série conta com leitmotifs para sua trilha sonora; instrumentos, gêneros e melodias são atribuídos a personagens específicos. A música é influenciada pelas obras de Michael Jackson e Estelle; e Sugar citou Aimee Mann como "uma grande influência".
A maior parte da música instrumental do show é composta pela dupla de piano chiptune Aivi & Surasshu, com guitarras de Stemage. Jeff Liu, que estava familiarizado com a trilha sonora do produtor Aivi para o videogame Cryamore , recomendou-os a Rebecca como compositores. Sugar convidou Aivi para fazer um teste e concordou que o produtor Surasshu pudesse se juntar a eles. Aivi & Surasshu fizeram trilha sonora de "Gem Glow", primeiro episódio da série e Sugar gostou do trabalho deles e os contratou como compositores da série. Após quaisquer alterações necessárias, Aivi e Surasshu enviam a trilha sonora ao Saber Media Studios para a mixagem final com seus designs de som.
Cada personagem tem um leitmotiv que expressa sua personalidade, que muda ligeiramente dependendo da situação. Pérola é frequentemente acompanhada por um piano, Garnet por um baixo sintetizado, Ametista por uma bateria eletrônica com baixo elétrico e sintetizadores, e Steven com tons chiptune. Paletas de som foram produzidas para os personagens humanos para representar a evolução da série, seus personagens e seus relacionamentos. Também foram criados motivos sonoros e paletas para locais, objetos e conceitos abstratos.

### Design
Durante o desenvolvimento do piloto da série, Rebecca concentrou muita atenção no design do mundo, adicionando notas aos seus desenhos.[carece de fontes?] Inspirada pela ideia de figuras estrangeiras (Gems) vivendo vidas humanas, ela desenhou muitos esboços retratando seu mundo e história. O design da série também foi inspirado pelo interesse dela e de seu irmão por videogames, quadrinhos e animação. Depois que a série foi encomendada, Sugar decidiu redesenhar tudo para tornar a série "flexível e simples" para que a equipe de produção futura adicionasse ideias próprias. Durante este tempo, o diretor de arte era Kevin Dart, seguido por Jasmin Lai, Elle Michalka e Ricky Cometa.[carece de fontes?] O estilo artístico de Dart permaneceu como uma grande influência no show muito depois de sua partida. Steven Sugar elogiou o trabalho de Dart e foi inspirado por ele nos anos de faculdade, dizendo que Dart tinha mais ideias para a arte do que ele.[carece de fontes?]
No piloto, apenas dois locais apareceram (o Templo de Crystal e o Big Rosquinha). O Templo foi projetado por Ian Jones-Quartey, Steven Sugar, Ben Levin, Matt Burnett, Tom Herpich e Andy Ristaino. As faces duplas do Templo foram baseadas nas ideias de Guy Davis. Steven Sugar projetou o resto de Beach City para a série; ele era meticuloso em sua atenção aos detalhes. Sugar também desenhou pessoas, casas, carros, prédios e restaurantes. Por causa dos desenhos redesenhados de Rebecca Sugar, os dois locais originais tiveram que ser redesenhados.
Para encontrar inspiração para os cenários do show, os Sugars e Jones-Quartey foram para suas praias favoritas.[carece de fontes?] O cenário da série, Beach City, é vagamente baseado nas praias de Delaware Rehoboth Beach, Bethany Beach e Dewey Beach, todas as quais Rebecca Sugar visitou quando criança. Steven Sugar desenhou Beach City com um calçadão alinhado com uma variedade de lojas. Ele queria que tivesse um "estilo específico" para que os espectadores pudessem acreditar que era baseado em um local real; ele desenhou as estradas e lojas orientadas consistentemente com o Templo e uma caixa d'água. O conceito para o cenário primário foi inspirado na obra de Akira Toriyama Dr. Slump, que apresenta um pequeno ambiente em que os personagens recorrentes vivem onde trabalham. Steven Sugar fez do calçadão o foco do mundo humano de Steven Universe.[carece de fontes?]

## Transmissão original
O episódio piloto para Steven Universo, juntamente com outros pilotos, foram lançados na plataforma de vídeo do Cartoon Network em 21 de maio de 2013, e em 30 de setembro de 2017 no Cartoon Network da America Latina e Brasileira. Em 20 de julho de 2013, o Cartoon Network disponibilizou uma versão editada do piloto em seu site oficial e página no Facebook. Os pilotos também foram exibidos na San Diego Comic-Con, e de 27 de julho a 28 de julho de 2013, o Cartoon Network transmitiu uma pequena antevisão do piloto como parte do Big Fan Weekend, com os pilotos para Clarence e Titio Avô. Um painel de 30 minutos dedicado à série foi hospedado na Comic Con de Nova York, em 13 de outubro de 2013, com hospedagem de Rebecca Sugar.
| País           | Série Original                                       | Série Original                                        | Filme                                                 | Epílogo                | Epílogo                |
| País           | Estreia                                              | Final                                                 | Filme                                                 | Estreia                | Final                  |
| -------------- | ---------------------------------------------------- | ----------------------------------------------------- | ----------------------------------------------------- | ---------------------- | ---------------------- |
| Estados Unidos | 4 de novembro de 2013                                | 21 de janeiro de 2019                                 | 2 de setembro de 2019                                 | 7 de dezembro de 2019  | 27 de março de 2020    |
| Brasil         | 30 de março de 2014 (Pré-estreia) 7 de abril de 2014 | 16 de fevereiro de 2019                               | 7 de outubro de 2019                                  | 28 de dezembro de 2019 | 4 de dezembro de 2020  |
| Portugal       | 1 de junho de 2014                                   | 3 de julho de 2020 (Online) 22 de agosto de 2020 (TV) | 3 de julho de 2020 (Online) 29 de agosto de 2020 (TV) | 17 de setembro de 2021 | 17 de setembro de 2021 |

## Exibição Internacional
No Canadá, a série começou a ser exibida no Cartoon Network em 11 de novembro de 2013 e no Teletoon a 24 de abril de 2014. A série também foi ao ar nos canais Cartoon Network Austrália em 3 de fevereiro de 2014, nos Estados Unidos em 4 de novembro de 2013 e no Reino Unido e Irlanda a partir de 12 de maio de 2014.
- Por razões anti-LGBT, Steven Universe deixou de ser exibido no Cartoon Network Árabe e no Cartoon Network Turquia desde 10 de outubro de 2016.[36]
- Devido á série ser, aparentemente, pró-LGBT, Steven Universe foi banido no Quénia em 2017.[37]
- O episódio especial Reunidos não foi emitido em 100% do Sudeste Asiático, Ásia Meridional, Taiwan e Hong Kong, sendo exibido o episódio seguinte.
- Na Rússia e na Bulgária, não são exibidos novos episódios desde 30 de julho de 2018.
- Na Espanha, o canal Boing retirou a série do ar devido a baixas audiências. A exibição da série está agora assegurada pela HBO Espanha.

| País | Canal | Título                                                                               |
| América | América | América                                                                              |
| --- | --- | ------------------------------------------------------------------------------------ |
| Estados Unidos | Cartoon Network, Boomerang e Max | Steven Universe                                                                      |
| Canadá | Cartoon Network, Teletoon e Max | Steven Universe                                                                      |
| Brasil | Cartoon Network e Max | Steven Universo                                                                      |
| Argentina · Belize · Bolívia · Chile · Colômbia · Costa Rica · Cuba · Equador · El Salvador · Guatemala · Honduras · México · Nicarágua · Paraguai · Panamá · Peru · Uruguai · Venezuela | Cartoon Network e Max | Steven Universe                                                                      |
| Chile | Chilevisión | Steven Universe                                                                      |
| Ásia | |                                                                                      |
| Arábia Saudita · Barém · Catar · Emirados Árabes Unidos · Eritreia · Etiópia · Iêmen · Iraque · Jordânia · Kuwait · Líbano · Omã · Palestina · Síria                                     | Cartoon Network (Temporada 1-3) | ستيفن البطل (Cartoon Network) عالم ستيفن (Versão Legendada)                          |
| Coreia do Sul | Cartoon Network | 스티븐 유니버스                                                                      |
| Hong Kong | HBO Go ViuTV (Temporada 1) | 寶石戰士Steven                                                                       |
| Índia | Cartoon Network (Áudio em Hindi, Tamil e Telugu)                                                                                                 | स्टीवन यूनिवर्स (Hindi) N/A (Tamil e Telugu)                                              |
| Indonésia | Cartoon Network e HBO Go | Steven Universe                                                                      |
| Israel | Arutz HaYeladim | סטיבן יוניברס                                                                        |
| Japão | Cartoon Network Boomerang (Legendado) | スティーブン ユニバース                                                              |
| Malásia | Cartoon Network e HBO Go | Steven Universe                                                                      |
| Tailândia | Cartoon Network e HBO Go | สตีเว่นยูนิเวิร์ส                                                                          |
| Taiwan | Cartoon Network e HBO Go | 史帝芬宇宙                                                                           |
| Turquia | Cartoon Network (Temporada 1-3) | Steven Universe                                                                      |
| Vietname | Cartoon Network (Narrado) | Steven Universe                                                                      |
| África | |                                                                                      |
| Angola · Cabo Verde · Guiné-Bissau · Moçambique · São Tomé e Príncipe | Cartoon Network | Steven Universe                                                                      |
| Argélia · Chade · Comores · Djibuti · Egito · Líbia · Marrocos · Mauritânia · Somália · Sudão · Sudão do Sul · Tunísia                                                                   | Cartoon Network (Temporada 1-3) | Steven Universe (Inglês) ستيفن البطل (Árabe)                                         |
| Europa | |                                                                                      |
| Alemanha · Áustria · Suíça | Cartoon Network | Steven Universe                                                                      |
| Bulgária | Cartoon Network (Temporada 1-5 Ep. 17) | Стивън Вселенски                                                                     |
| Chéquia | Cartoon Network | Steven Universe                                                                      |
| Dinamarca · Finlândia · Gronelândia · Ilhas Feroé · Islândia · Noruega · Suécia | Cartoon Network (Apenas Inglês para Finlândia, Gronelândia, Ilhas Feroé e Islândia) HBO (Apenas Inglês para Gronelândia, Ilhas Feroé e Islândia) | Steven Universe (Inglês, Dinamarquês e Finlandês) Steven Univers (Norueguês e Sueco) |
| Espanha | Boing (Temporada 1-5 Ep. 29) HBO | Steven Universe                                                                      |
| França | Cartoon Network | Steven Universe                                                                      |
| Grécia · Chipre | Cartoon Network (Temporada 1-3, Legendado) | Steven Universe                                                                      |
| Hungria | Cartoon Network e HBO Go | Steven Universe                                                                      |
| Itália | Boing e Cartoon Network | Steven Universe                                                                      |
| Lituânia | TV1 (Narrado) | Stivenas Visata                                                                      |
| Países Baixos | Cartoon Network | Steven Universe                                                                      |
| Polónia | Cartoon Network | Steven Universe                                                                      |
| Portugal | Cartoon Network e HBO | Steven Universe                                                                      |
| Reino Unido · Irlanda | Cartoon Network | Steven Universe                                                                      |
| Roménia | Cartoon Network | Steven Univers                                                                       |
| Rússia | Cartoon Network (Temporada 1-5 Ep. 17) | Вселенная Стивена                                                                    |
| Oceania | |                                                                                      |
| Austrália e Nova Zelândia | Cartoon Network | Steven Universe                                                                      |

## Personagens e Elenco Principal
A série conta um grande elenco de vozes. Os personagens principais variam de uma temporada a outra. Steven, Ametista, Pérola e Garnet são os protagonistas do desenho desde o primeiro episódio.
| Personagem                              | Voz Original      | Voz Brasileira      | Voz Brasileira      | Voz Portuguesa    | Voz Portuguesa    |
| Personagem                              | Voz Original      | Diálogos            | Canções             | Diálogos          | Canções           |
| Principais                              | Principais        | Principais          | Principais          | Principais        | Principais        |
| --------------------------------------- | ----------------- | ------------------- | ------------------- | ----------------- | ----------------- |
| Steven Quartz Universo/Quartzo Universe | Zach Callison     | André Marcondes     | João Victor Granja  | Sissi Martins     | Sissi Martins     |
| Ametista                                | Michaela Dietz    | Flávia Fontenelle   | Mariana Féo         | Marta Mota        | Marta Mota        |
| Pérola                                  | Deedee Magno Hall | Sylvia Salustti     | Sylvia Salustti     | Isabel Queirós    | Isabel Queirós    |
| Garnet/Granate                          | Estelle           | Marcia Coutinho     | Marcia Coutinho     | Raquel Rosmaninho | Raquel Rosmaninho |
| Coadjuvantes Principais                 |                   |                     |                     |                   |                   |
| Greg Universo/Universe                  | Tom Scharpling    | Milton Parisi       | Milton Parisi       | Rodrigo Santos    | Rodrigo Santos    |
| Connie Maheswaran                       | Grace Rolek       | Christiane Monteiro | Christiane Monteiro | Joana Carvalho    | Joana Carvalho    |
| Leão                                    | Dee Bradley Baker | Dee Bradley Baker   | Dee Bradley Baker   | Dee Bradley Baker | Dee Bradley Baker |
| Peridot                                 | Shelby Rabara     | Gabriela Medeiros   | Gabriela Medeiros   | Vânia Pereira     | Vânia Pereira     |
| Lápis Lazuli                            | Jennifer Paz      | Márcia Morelli      | Analu Pimenta       | Vânia Pereira     | Vânia Pereira     |
| Sadie Miller                            | Kate Micucci      | Evie Saide          | Evie Saide          | Rute Pimenta      | Vânia Pereira     |
| Lars Barriga                            | Matthew Moy       | Manolo Rey          | Manolo Rey          | Pedro Manana      | Pedro Manana      |
| Rubi                                    | Charlyne Yi       | Luisa Palomanes     | Lina Mendes         | Raquel Rosmaninho | Raquel Rosmaninho |
| Safira                                  | Erica Luttrell    | Aline Ghezzi        | Aline Ghezzi        | Sissi Martins     | Sissi Martins     |
| Bismuto                                 | Uzo Aduba         | Marisa Leal         | Nina Joh            | Clara Nogueira    | Clara Nogueira    |
| Rose Quartz/Rosa Quartzo                | Susan Egan        | Lina Rossana        | Jullie              | Joana Carvalho    | Joana Carvalho    |
| Jasper/Jaspe                            | Kimberly Brooks   | Vânia Alexandre     | Vânia Alexandre     | Teresa Arcanjo    | Teresa Arcanjo    |

### Estúdios de Dublagem
| Steven Universo             | Steven Universo                                                   |
| --------------------------- | ----------------------------------------------------------------- |
| Estúdio                     | Delart                                                            |
| Mídia                       | Cartoon Network Amazon Prime Video Max Netflix (temporadas 4 e 5) |
| Direção                     | Flavia Fontenelle                                                 |
| Tradução                    | Guilherme Menezes                                                 |
| Direção e Adaptação Musical | Félix Ferrà                                                       |
| Abertura                    | João Victor Granja, Mariana Féo, Marcia Coutinho                  |
| Abertura                    | Camilla Andrade e Juliana Franco (Temporada 1)                    |
| Abertura                    | Sylvia Salustti (A Partir da Temporada 2)                         |
| Encerramento                | Mariana Féo                                                       |
| Encerramento                | Analu Pimenta                                                     |

## Produção
De acordo com Sugar, a produção de Steven Universe começou enquanto ela trabalhava em Adventure Time , cujo último episódio foi " Simon & Marcy ". Trabalhar em ambas as séries simultaneamente tornou-se impossível; ela também encontrou dificuldades na produção do episódio " Bad Little Boy ". Os executivos do Cartoon Network autorizaram a equipe de produção de Steven Universe a começar a trabalhar após sua apresentação de pré-produção, para a qual a equipe estava bem preparada. Os episódios "Cheeseburger Backpack" e "Together Breakfast" foram desenvolvidos nessa época. Embora Sugar trabalhe como produtora executiva na arte, animação e som da série, ela se considera "a mais prática" na fase de storyboard.
Os esboços dos episódios foram passados para os storyboarders, que criam a ação para o episódio e escrevem seus diálogos. Os storyboards foram animados, usando desenhos em papel e os designs da equipe de produção, por um dos dois estúdios coreanos, Sunmin e Rough Draft , e os designs da equipe de produção.

## Episódios

### Resumo
| Temporada                 | Temporada | Episódios | Exibição original     | Exibição original     | Exibição no Brasil     | Exibição no Brasil      | Exibição em Portugal            | Exibição em Portugal            |
| Temporada                 | Temporada | Episódios | Estreia de temporada  | Final de temporada    | Estreia de temporada   | Final de temporada      | Estreia de temporada            | Final de temporada              |
| ------------------------- | --------- | --------- | --------------------- | --------------------- | ---------------------- | ----------------------- | ------------------------------- | ------------------------------- |
|                           | Piloto    | 1         | 27 de julho de 2013   | 27 de julho de 2013   | 30 de setembro de 2017 | 30 de setembro de 2017  | N/A                             | N/A                             |
|                           | 1         | 52        | 4 de novembro de 2013 | 12 de março de 2015   | 7 de abril de 2014     | 7 de outubro de 2015    | 1 de junho de 2014              | 4 de outubro de 2015            |
|                           | 2         | 26        | 13 de março de 2015   | 8 de janeiro de 2016  | 22 de junho de 2015    | 28 de junho de 2016     | 21 de novembro de 2015          | 4 de junho de 2016              |
|                           | 3         | 25        | 12 de maio de 2016    | 10 de agosto de 2016  | 3 de outubro de 2016   | 30 de janeiro de 2017   | 4 de junho de 2016              | 19 de fevereiro de 2017         |
|                           | 4         | 25        | 11 de agosto de 2016  | 11 de maio de 2017    | 31 de janeiro de 2017  | 18 de janeiro de 2018   | 10 de junho de 2017             | 6 de janeiro de 2018            |
|                           | 5         | 32        | 29 de maio de 2017    | 21 de janeiro de 2019 | 19 de janeiro de 2018  | 16 de fevereiro de 2019 | 26 de março de 2018             | 3 de julho de 2020 (CN Premium) |
| 22 de agosto de 2020 (TV) | 5         | 32        | 29 de maio de 2017    | 21 de janeiro de 2019 | 19 de janeiro de 2018  | 16 de fevereiro de 2019 | 26 de março de 2018             |                                 |
|                           | Filme     | 1         | 2 de setembro de 2019 | 2 de setembro de 2019 | 7 de outubro de 2019   | 7 de outubro de 2019    | 3 de julho de 2020 (CN Premium) | 3 de julho de 2020 (CN Premium) |
| 29 de agosto de 2020 (TV) | Filme     | 1         | 2 de setembro de 2019 | 2 de setembro de 2019 | 7 de outubro de 2019   | 7 de outubro de 2019    |                                 |                                 |
|                           | Futuro    | 20        | 7 de dezembro de 2019 | 27 de março de 2020   | 28 de dezembro de 2019 | 4 de dezembro de 2020   | 17 de setembro de 2021 (HBO)    | 17 de setembro de 2021 (HBO)    |

### Curtas
Dois volumes de mini episódios (ou curtas) foram lançados pelo Cartoon Network. O primeiro inclui o tema do título estendido "We Are the Crystal Gems" (Nós Somos as Crystal Gems); curtas nos quais as Crystal Gems ensinam Steven sobre as Gems em uma sala de aula; um vídeo de desempacotamento da nova mochila de Steven; e um curta no qual o leão de estimação de Steven está brincando com uma caixa de papelão. O segundo volume contém cinco mini-episódios que mostram Steven cozinhando, fazendo karaokê, reagindo a "Crying Breakfast Friends!", conversando por vídeo com Lapis e Peridot e tocando uma nova música.

### Crossovers
Diga Tio é um episódio Crossover com Titio Avô que foi ao ar em 2 de abril de 2015 nos Estados Unidos e no Brasil foi ao ar em 15 de Novembro de 2015. No episódio, o Titio Avô ajuda Steven a usar seus poderes de Gem quando ele não consegue invocar seu escudo. O episódio contém um reconhecimento pelo Titio Avô de que o episódio não é canônico. Steven, Garnet, Ametista, Pérola e outros personagens do Cartoon Network de programas atuais e anteriores fizeram aparições no episódio de Titio Avô "Pizza Eve".
Além disso, Garnet apareceu em Crossover Nexus, um episódio de OK K.O.! Let's Be Heroes, que foi ao ar em 8 de outubro de 2018. No episódio, Garnet se juntou a K.O, Ben Tennyson de Ben 10 e Ravena de Os Jovens Titãs em Ação para parar o vilão Strike.

### Episódios Especiais
- "Piloto (Time Thing)" é o episódio piloto do desenho, lançado em julho de 2013.
- "Clube do Horror" é o episódio de Halloween.
- "Diga Tio" é o único episódio Crossover de Steven Universo, no caso junto ao Titio Avô. (Crossover Nexus não conta, pois faz parte de OK K.O.! Vamos Ser Heróis)
- "Bismuto" é o primeiro episódio duplo de Steven Universo, com 22 minutos de duração.[44]
- "Colheita Gem" é o segundo episódio duplo de Steven Universo.[45]
- "Três Gems e um Bebê" é considerado especial, por ser o episódio de Natal.[46]
- "Reunidos" é o último episódio duplo de Steven Universo.
- "Mudar de Ideia" é o único episódio quádruplo de Steven Universo, com 44 minutos de duração.[47]
- "Eu Sou Meu Monstro" e "O Futuro" são os episódios finais do epílogo.

| EP. | Título                                                                        | Escrito e dirigido por | Exibição original       | Exibição no Brasil      | Exibição em Portugal                                      |
| --- | ----------------------------------------------------------------------------- | --- | ----------------------- | ----------------------- | --------------------------------------------------------- |
| T01E00 | "Piloto (BR)" "Time Thing"                                                    | Rebecca Sugar | 27 de julho de 2013     | 30 de setembro de 2017  | N/A                                                       |
| Steven ganha uma ampulheta mágica de viagem no tempo e faz o que qualquer criança faria: o usa para ir ao passado. Mas brincar com magia atrai problemas para Beach City, e agora Steven tem que correr para salvar o dia - com mais reviravoltas. - Nota: O vazamento não conta como a data original do ar por duas razões: o vazamento não foi intencional da parte do Cartoon Network, e não tecnicamente "foi ao ar", no sentido de que foi televisionado. Mais tarde, foi transmitido em 27 de julho de 2013. |                                                                               | |                         |                         |                                                           |
| T01E41 | "Clube do Horror (BR) O Clube de Terror de Beach City (PT)" "Horror Club"     | Raven M. Molisee e Paul Villeco | 12 de fevereiro de 2015 | 7 de outubro de 2015    | 26 de outubro de 2015                                     |
| Na noite de Halloween em Beach City, Steven, Sadie e Lars são convidados por Ronaldo para ver filmes de terror mas acontece um pânico no farol causado por uma Gem corrompida que habita há anos lá dentro. |                                                                               | |                         |                         |                                                           |
| T02E03 | "Diga Tio (BR) Diz Titio (PT)" "Say Uncle"                                    | Joe Johnston e Jeff Liu | 2 de abril de 2015      | 15 de novembro de 2015  | 21 de novembro de 2015                                    |
| O Titio Avô ajuda o Steven a materializar o seu escudo. |                                                                               | |                         |                         |                                                           |
| T03E20–T03E21 | "Bismuto (BR)/(PT)" "Bismuth (Partes 1 & 2)"                                  | Lamar Abrams, Colin Howard, Jeff Liu, e Katie Mitroff | 14 de agosto de 2016    | 24 de janeiro de 2017   | 12 de fevereiro de 2017                                   |
| Uma antiga Crystal Gem aparece quando Steven acidentalmente estoura uma bolha na dimensão do Leão. |                                                                               | |                         |                         |                                                           |
| T04E8–T04E9 | "Colheita de Gem (BR) A Colheita das Jóias (PT)" "Gem Harvest (Partes 1 & 2)" | Raven M. Molisee, Paul Villeco, Hilary Florido,e Lauren Zuke | 17 de novembro de 2016  | 19 de junho de 2017     | 18 de junho de 2017                                       |
| Uma pessoa familiar aparece no celeiro do nada. |                                                                               | |                         |                         |                                                           |
| T04E10 | "Três Gems e um Bebê (BR) Três Jóias e um Bebé (PT)" "Three Gems and a Baby"  | Lamar Abrams e Katie Mitroff | 1 de dezembro de 2016   | 26 de junho de 2017     | 24 de junho de 2017                                       |
| Greg diz a Steven sobre seu primeiro inverno como um bebê: quando Steven tinha apenas alguns meses de idade, as Gems ainda estavam lutando para aprender a entender que Rose Quartz havia desistido de sua forma para permitir que Steven nascesse e não voltasse mais. - Nota: Esse é considerado o episódio especial de Natal de Steven Universo, divulgado pela própria Cartoon Network. |                                                                               | |                         |                         |                                                           |
| T05E23–T05E24 | "Reunidos (BR) "Reunited"                                                     | Miki Brewster, Jeff Liu, Katie Mitroff e Paul Villeco | 6 de julho de 2018      | 9 de julho de 2018      | 22 de julho de 2019                                       |
| É o dia do casamento de Rubi e Safira, e as Gems, junto com vários cidadãos de Beach City, vêm celebrar. |                                                                               | |                         |                         |                                                           |
| T05E29–T05E32 | "Mudar de ideia (BR) Abre a Tua Mente (PT) "Change Your Mind"                 | Lamar Abrams, Miki Brewster, Hilary Florido, Joe Johnston, Jeff Liu, Christine Liu, Kat Morris, Katie Mitroff, Amber Cragg, Rebecca Sugar, Paul Villeco e Ian Jones-Quartey | 21 de janeiro de 2019   | 16 de fevereiro de 2019 | 3 de julho de 2020 (CN Premium) 22 de agosto de 2020 (TV) |
| Steven encara seu maior desafio até agora. |                                                                               | |                         |                         |                                                           |
| Steven Universo Futuro |                                                                               | |                         |                         |                                                           |
| T01E19 | "Eu Sou Meu Monstro (BR) "I Am My Monster"                                    | Etienne Guignard e Miki Brewster | 27 de Março de 2020     | 4 de dezembro de 2020   | 17 de setembro de 2021 (HBO)                              |
| Steven se transformou em um monstro gigante e está ameaçando destruir Beach City. Enquanto todos se esforçam para ajudá-lo, Espinela e as Diamantes e até a Drusa saem para ajudar o amigo. Juntos, eles precisam ajudar Steven a voltar ao normal e proteger a cidade. |                                                                               | |                         |                         |                                                           |
| T01E20 | "O Futuro (BR) "The Future"                                                   | Rebecca Sugar, Lamar Abrams e Miki Brewster | 27 de Março de 2020     | 4 de dezembro de 2020   | 17 de setembro de 2021 (HBO)                              |
| Steven está pronto para seguir em frente. - Nota: Esse é o Episódio final de "Steven Universo - Futuro", e da franquia "Steven Universo". |                                                                               | |                         |                         |                                                           |

## Cancelamento e Sequências
Segundo Rebecca Sugar, ela foi notificada em 2016 que a série seria cancelada ao final da quinta temporada. Ela convenceu o Cartoon Network a estender a quinta temporada para 32 episódios, a fim de ter espaço para completar a história, bem como um filme para a televisão seguinte, Steven Universe: The Movie. Junto com o filme, o Cartoon Network também deu luz verde a uma temporada adicional de 20 episódios, que se tornaria a sequência da série Steven Universe Future, ocorrendo após os eventos do filme. Apesar do fim do show, Sugar indicou que mais histórias poderiam existir, mas afirmou que ela precisa de uma longa pausa antes de decidir como abordar tal continuação.

### Filme
Um filme para TV, Steven Universe: The Movie, foi anunciado em 21 de julho de 2018, na San Diego Comic-Con. Um teaser foi mostrado e postado no canal do YouTube do Cartoon Network. Foi lançado no Cartoon Network sem comerciais em 2 de setembro de 2019. O filme de 82 minutos se passa dois anos após os eventos do final da série; sua trama gira em torno de uma Gem perturbada, Espinela, apagando as memórias das Crystal Gems para se vingar de Diamante Rosa. O Filme foi aclamado pela crítica com uma avaliação de 100% no Rotten Tomatoes e 8/10 no IMDb. No Brasil, o filme foi lançado em 7 de outubro de 2019, sem comercias, a trilha sonora dublada foi liberada no dia seguinte.

### Epílogo
Uma minissérie sequência, Steven Universo Futuro, iria servir como um epílogo para a série principal, foi anunciada na New York Comic Con 2019. Steven Universo Futuro estreou em 7 de dezembro de 2019 e teve um total de 20 episódios de 11 minutos, incluindo um final de quatro partes que foi ao ar em 27 de março de 2020. Sua narrativa se concentra em Steven lidando com seu próprio trauma emocional após os eventos da série. No Brasil, a estreia aconteceu em 28 de dezembro de 2019, e o final foi lançado em 4 de dezembro de 2020.

### Lars of the Stars
Em junho de 2025, um spin-off intitulado Lars of the Stars foi anunciado em desenvolvimento para o Prime Video. Tem Rebecca Sugar, criadora da franquia e Ian Jones-Quartey, que trabalhou na série original, como produtores executivos.

## Outras Mídias

### Livros
- Steven Universe: Guide to the Crystal Gems em outubro de 2015 pela criadora da série Rebecca Sugar, com informações sobre as Crystal Gems.[57]
- Quest for Gem Magic foi lançado em outubro de 2015. De Max Brallier é um "diário colorido e livro de atividades" para crianças de 8 a 12 anos.[58]
- Steven Universe Mad Libs de Walter Burns é um livro de jogos de palavras de Mad Libs.[59]
- Steven Universe: Live from Beach City é um livro de música e atividades com tabelas de acordes e partituras para as canções principais da primeira temporada.[60]
- O que há no Universo? por Jake Black é uma coleção de curiosidades sobre Steven e as joias.
- Best Buds Together Fun por Jake Black é um "livro de perguntas e atividades" para crianças de 8 a 12 anos.[61]
- The Answer de Rebecca Sugar é uma adaptação de livro infantil do episódio "The Answer". Foi o sétimo lugar na lista de mais vendidos do The New York Times em 2 de outubro de 2016.[62]
- The Tale of Steven foi lançado em outubro de 2019 por Rebecca Sugar. É um livro infantil que acompanha o episódio "Change Your Mind". Inspirado pela experiência de Sugar de se assumir, ele reconta a decisão de Diamante Rosa de se tornar Rose Quartz e criar Steven a partir das perspectivas da Diamante Branco, Rose e Steven, cada um legível girando as páginas do livro em diferentes direções.[63]

Livros de não ficção cobrindo o desenvolvimento da franquia e compilando a arte da produção também foram publicados:
- Steven Universe: Art and Origins por Chris McDonnell, com uma introdução do criador do Dexter's Laboratory, Genndy Tartakovsky, e um prefácio de Rebecca Sugar. O livro contém arte conceitual, amostras de produção, primeiros esboços, storyboards e comentários da equipe de produção de Steven Universe.[64]
- The Art of Steven Universe The Movie por Ryan Sands, que contém designs preliminares de personagens e storyboards do filme.[65]
- Steven Universe: End of an Era foi lançado em outubro de 2020 por Chris McDonnell, com um prefácio de N. K. Jemisin. Detalhes do desenho em geral com personagens não mostrados e histórias não contadas.[66]

### Jogos
A série possui três jogos cronológicos que seguem uma mesma história sobre o prima de luz. Foram lançados entre 2015 e 2019, porém com atualizações sendo feitas até o momento.

#### TrilogiaLight
| Ano  | Jogo                               | Lançamento                               | Disponível                                    |
| ---- | ---------------------------------- | ---------------------------------------- | --------------------------------------------- |
| 2015 | Steven Universe: Attack the Light  | 2 de Abril de 2015[carece de fontes?]    | Android e IOS                                 |
| 2017 | Steven Universe: Save the Light    | 31 de outubro de 2017[carece de fontes?] | PlayStation 4                                 |
| 2017 | Steven Universe: Save the Light    | 3 de novembro de 2017                    | Xbox One                                      |
| 2018 | Steven Universe: Save the Light    | 13 de Agosto de 2018                     | PC                                            |
| 2018 | Steven Universe: Save the Light    | 30 de outubro de 2018[carece de fontes?] | Nintendo Switch                               |
| 2019 | Steven Universe: Unleash the Light | 27 de novembro de 2019                   | IOS 13 (Apple Arcade), IPadOS, MacOS, e TvOS  |
| 2021 | Steven Universe: Unleash the Light | 19 de Fevereiro de 2021                  | PlayStation 4, Xbox One, Nintendo Switch e PC |

##### Personagens Disponíveis
| Ano    | Jogo                              | Personagens                                              | #              |
| ------ | --------------------------------- | -------------------------------------------------------- | -------------- |
| 2015   | Steven Universo: Ataque ao Prisma | Steven, Ametista, Pérola e Garnet                        |                |
| 2017   | Steven Universo: Salve o Prisma   | Steven, Ametista, Pérola, Garnet, Connie, Greg e Peridot |                |
| 2019   | Steven Universo: Libere o Prisma  | Steven, Ametista, Pérola, Garnet, Lápis Lazuli e Bismuto |                |
| 2020   | Steven Universo: Libere o Prisma  | Hessonita                                                | 2ª Atualização |
| 2020   | Steven Universo: Libere o Prisma  | Peridot                                                  | 3ª Atualização |
| 2021   | Steven Universo: Libere o Prisma  | Connie e Leão                                            | 4ª Atualização |
| 2022   | Steven Universo: Libere o Prisma  | Greg                                                     | 5ª Atualização |
| Fusões | Fusões                            | Fusões                                                   | #              |
| 2015   | Steven Universo: Ataque ao Prisma | Alexandrite                                              |                |
| 2017   | Steven Universo: Salve o Prisma   | Opal, Sugilite, Sardonyx, Stevonnie e Quartzo Fumê       |                |
| 2019   | Steven Universo: Libere o Prisma  | Pedra do Sol e Arco Íris 2.0                             |                |
| 2020   | Steven Universo: Libere o Prisma  | Quartzo Fumê                                             | 2ª Atualização |
| 2021   | Steven Universo: Libere o Prisma  | Obsidiana                                                | 4ª Atualização |

Em 26 de fevereiro de 2019, o Minecraft lançou um Mash-Up Pack baseado em Steven Universe, tornando-se a segunda série do Cartoon Network a receber um depois de Adventure Time.
Em 4 de dezembro de 2019, Brawlhalla, um jogo de luta free-to-play, adicionou personagens Garnet, Ametista, Pérola e Stevonnie (Steven e Connie).

### Brinquedos e Mercadoria
Em outubro de 2015, o Cartoon Network anunciou uma linha de brinquedos baseada em Steven Universe, que seria vendida por varejistas especializados. Para a temporada de férias de 2015, a Funko fez figuras de vinil "Pop!" e a Just Toys ofereceu produtos de novidade "blind bag". A PhatMojo vendeu figuras de pelúcia e armas de espuma, e a Zag Toys lançou bobbleheads colecionáveis e outras minifiguras no início de 2016. No ano seguinte, a Toy Factory planejou vender uma linha de itens de pelúcia e novidades. O Cartoon Network vende uma variedade de produtos, incluindo canecas, cobertores e roupas, com base nos episódios e personagens do programa.

### Trilhas Sonoras
O primeiro álbum de trilha sonora reunindo músicas das quatro primeiras temporadas, Steven Universe Soundtrack: Volume 1 , foi lançado em 2 de junho de 2017. A trilha sonora estreou na posição 22 na Billboard 200, na posição dois na parada Soundtracks e na posição um na parada Independent Albums. Na Europa, alcançou a posição 28 na UK Album Downloads Chart, nove na parada Soundtrack do país, 56 na parada oficial de compilação do país, e 174 na parada de álbuns Ultratop Flanders. Um álbum de músicas da quinta e última temporada, Steven Universe: Volume 2 (Trilha Sonora Original), bem como um álbum de karaokê foram lançados em 12 de abril de 2019. O Volume 2 estreou na posição 24 na parada Soundtracks, na posição 28 na parada Independent Albums e na posição 14 na parada Kid Albums. Uma trilha sonora para o filme com suas músicas e pontuação foi lançada em 3 de setembro de 2019, chegando ao número 57 na Billboard 200, número cinco na parada de trilhas sonoras, número seis na parada Independent e número dois na parada Kid Albums. A trilha sonora de Steven Universe Future foi lançada em 23 de outubro de 2020.

## Recepção

### Resposta crítica
Steven Universo aborda um amplo número de temas, incluindo a infância, dinâmicas familiares não convencionais, e uma intensiva homenagem a animes, jogos e cultura pop, além de ser um "desenho sobre super-heróis que vão direto ao ponto", segundo Eric Thurm da revista Wired. Jacob Hope Chapman da Anime News Network notou que animes como Revolutionary Girl Utena e Sailor Moon são influências tanto visuais quanto na história da série pelo "humor predominante, que destrói qualquer drama em momentos pesados" e "glorificação do poder feminino". Outros ícones japoneses que a série já fez referência incluem Neon Genesis Evangelion, Akira, Cowboy Bebop, e Dragon Ball Z, assim como filmes do Studio Ghibli e o mangá The Enigma of Amigara Fault de Junji Ito.
Kat Smalley da PopMatters notou que Steven Universo é parte de uma tendência em que desenhos americanos voltados para o público infantil acabam atraindo e conquistando fãs de todas as idades, incluindo adultos. Como por exemplo Avatar: The Last Airbender, e sua continuação The Legend of Korra, Adventure Time, e Regular Show. Isso não se reflete apenas ao alcance de minorias que anteriormente raramente apareciam em desenhos, mas também a seus temas mais amplos, de acordo com Smalley - em vez de entregar vilões de bigodes clichês, a série "lida com questões de violência e horror extraordinários, retrata seus personagens em tons de cinza e sutilmente brinca com questões de filosofia, moralidade e conflitos interpessoais, ao mesmo tempo em que se recusa a repor qualquer desenvolvimento a um "Status quo".
Todas as cinco temporadas de Steven Universe têm uma classificação perfeita de 100% no Rotten Tomatoes. O consenso crítico do site para a quinta temporada diz: "Tendo florescido em uma mitologia sofisticada com um subtexto profundamente comovente, Steven Universe continua sendo um entretenimento brilhante e uma introdução perfeita à representação LGBTQ para crianças."

### Censuras
A animação sofreu censura em diversos países, sendo banida de alguns deles; cenas em que as gems se fundem ou se relacionam foram censuradas por serem consideradas inapropriadas ou muito adultas, e cenas envolvendo momentos considerados perturbadores também foram, como o ataque de Frybo e a transformação de Steven em um mutante amorfo. No Brasil e na América Latina as censuras levaram os fãs a organizarem petições online para que a série seja passada sem cortes, o que acabou por se mostrar eficaz, hoje a transmissão é quase 100% simultânea com a estadunidense sem cortes ou censuras.

### Prêmios e indicações
Steven Universo em sua franquia geral, foi indicado em 23 prêmios, vencendo oito deles atualmente.
| Ano  | Programa                                 | Categoria                                                                                     | Categoria                                                                                 | Vencedor ou indicado |
| ---- | ---------------------------------------- | --------------------------------------------------------------------------------------------- | ----------------------------------------------------------------------------------------- | -------------------- |
| 2013 | Behind the Voice Actor Awards            | Melhor Desempenho Vocal Masculino por uma Criança                                             | Zach Callison (Steven)                                                                    | Vencedor             |
| 2014 | Young Artist Awards                      | Melhor Atuação em Voz - Ator Jovem                                                            | Zach Callison (Steven)                                                                    | Indicado             |
| 2014 | 41st Annie Awards                        | Realização excepcional em design de personagens em uma produção de TV/transmissão de animação | Danny Hynes e Colin Howard                                                                | Indicado             |
| 2014 | 41st Annie Awards                        | Realização excepcional em design de personagens em uma produção de TV/transmissão de animação | Steven Sugar, Emily Walus, Sam Bosma, Elle Michalka e Amanda Winterstein (por "Gem Glow") | Indicado             |
| 2014 | Behind the Voice Actor Awards            | Melhor Performance Vocal Principal Feminina em Série de Televisão - Comédia/Musical           | Deedee Magno Hall (Pérola)                                                                | Vencedora            |
| 2014 | Behind the Voice Actor Awards            | Melhor Performance Vocal Principal Feminina em Série de Televisão - Comédia/Musical           | Michaela Dietz (Ametista)                                                                 | Indicada             |
| 2014 | Behind the Voice Actor Awards            | Melhor Performance Vocal Secundária Feminina em Série de Televisão - Comédia/Musical          | Kate Miccuci (Sadie)                                                                      | Indicada             |
| 2014 | Behind the Voice Actor Awards            | Melhor Performance Vocal Convidada Feminina em Série de Televisão - Comédia/Musical           | Jennifer Paz (Lápis Lazuli)                                                               | Vencedora            |
| 2014 | Behind the Voice Actor Awards            | Melhor Performance Vocal Convidada Feminina em Série de Televisão - Comédia/Musical           | Susan Egan (Rose Quartz)                                                                  | Indicada             |
| 2014 | Behind the Voice Actor Awards            | Melhor Conjunto Vocal em Série de Televisão - Comédia/Musical                                 | Elenco da Série                                                                           | Venceu               |
| 2015 | 67th Primetime Creative Arts Emmy Awards | Melhor Episódio de Curta Duração                                                              | "Lion 3: Straight to Video"                                                               | Indicado             |
| 2015 | Prêmio Otherwise                         | Lista de Honra                                                                                | Rebecca Sugar, Steven Universe                                                            | Vencedora            |
| 2016 | 43rd Annie Awards                        | Melhor produção de TV/transmissão de animação para o público infantil                         | "Jail Break" (Libertador)                                                                 | Indicado             |
| 2016 | 43rd Annie Awards                        | Realização excepcional, direção em uma produção de TV/transmissão de animação                 | Ian Jones-Quartey para "The Test"                                                         | Indicado             |
| 2016 | 43rd Annie Awards                        | Realização excepcional, storyboard em uma produção de TV/transmissão de animação              | Joe Johnston, Jeff Liu e Rebecca Sugar (para "Jail Break")                                | Indicado             |
| 2016 | Kids' Choices Awards 2016                | Melhor Desenho animado                                                                        | Steven Universe                                                                           | Indicado             |
| 2016 | 68th Primetime Creative Arts Emmy Awards | Melhor Animação em Curta Duração                                                              | "The Answer" (A Resposta)                                                                 | Indicado             |
| 2017 | GLAAD Media Awards                       | Melhor Série de Comédia                                                                       | Steven Universo                                                                           | Indicado             |
| 2017 | Teen Choice Awards 2017                  | Melhor Desenho Animado                                                                        | Steven Universo                                                                           | Indicado             |
| 2017 | Teen Choice Awards 2018                  | Melhor Desenho Animado                                                                        | Steven Universo                                                                           | Indicado             |
| 2017 | 69th Primetime Creative Arts Emmy Awards | Melhor Animação em Curta Duração                                                              | "Mr. Greg" (Sr. Greg)                                                                     | Indicado             |
| 2018 | 70th Primetime Creative Arts Emmy Awards | Melhor Animação em Curta Duração                                                              | "Jungle Moon" (Lua Selva)                                                                 | Indicado             |
| 2018 | 70th Primetime Creative Arts Emmy Awards | Excelente Realização Individual em Animação                                                   | Patrick Bryson                                                                            | Vencedor             |
| 2018 | GLAAD Media Awards                       | Melhor Programa Infantil e Familiar                                                           | Steven Universe                                                                           | Indicado             |
| 2019 | GLAAD Media Awards                       | Melhor Programa Infantil e Familiar                                                           | Steven Universe                                                                           | Vencedor             |
| 2019 | 71º Emmy de Primetime Creative Arts      | Melhor Animação curta                                                                         | "Reunidos"                                                                                | Indicado             |
| 2019 | Prêmio Peabody                           | Programação Infantil e Juvenil                                                                | Cartoon Network Studios                                                                   | Venceu               |
| 2020 | Annie Awards                             | Melhor voz de TV                                                                              | Sarah Stiles (Espinela) de "Steven Universo: O Filme'"                                    | Indicado             |
| 2020 | Annie Awards                             | Melhor programa para Infantil e Familiar                                                      | Projeto Dove de auto-estima x Steven Universo: “Mídias sociais”                           | Indicado             |
| 2020 | Emmy Awards 2020                         | Melhor episódio de curta duração                                                              | 'Fragments" de "Steven Universo - Futuro' - por Rebecca Sugar                             | Indicado             |
| 2021 | 32nd GLAAD Media Awards                  | Melhor Programa Infantil e Familiar                                                           | Steven Universe Future                                                                    | Indicado             |